# Australische Mondschnecke
Die Australische Mondschnecke (Conuber sordidum, Syn.: Polinices sordidus) ist eine Schnecke aus der Familie der Mondschnecken, die sich von Weichtieren und Zehnfußkrebsen ernährt. Sie lebt an den Küsten Australiens und Neuseelands.

## Merkmale
Das annähernd kugelige Schneckenhaus von Conuber sordidum, das bei ausgewachsenen Schnecken bis zu 1,5 bis 2 cm Länge erreicht, hat eine braune Oberfläche, ein hervorstehendes Gewinde und eine purpur-braune Gehäusemündung. Der Nabel ist klein und teilweise von der inneren Lippe bedeckt.

## Verbreitung und Lebensraum
Die Australische Mondschnecke tritt an der Ostküste Australiens von Victoria bis Queensland auf, außerdem an den Ufern Tasmaniens und Neuseelands. Sie lebt auf Sandflächen in der Gezeitenzone neben Mangroven und Seetang.

## Ernährung
Wie andere Mondschnecken frisst Conuber sordidum Muscheln und Schnecken, außerdem jedoch Zehnfußkrebse wie Soldatenkrabben (Mictyris longicarpus) und Einsiedlerkrebse. Ebenso wie die erbeuteten Weichtiere werden auch die Krebse mit dem Fuß umfasst und mit der Radula ein Loch in den Panzer gebohrt. Der zähe Schleim der Mondschnecke hilft, das Opfer zu immobilisieren – ähnlich, wie dies auch andere Mondschnecken mit ihrer Beute tun. Die Schnecken sind zwar langsamer als die Krebse, nutzen aber Gelegenheiten, wenn sich die Krebse bei Ebbe aus dem Sand ausgraben oder zufällig auf die Schnecke treffen, und packen mit ihrem Propodium zu. Conuber sordidum ist die erste Mondschneckenart, die beim Erbeuten und Fressen höherer Krebse beobachtet worden ist.